# Ley estadounidense para contrarrestar a adversarios a través de sanciones
La ley estadounidense para contrarrestar a adversarios a través de sanciones (CAATSA por sus siglas en inglés) (H.R. 3364, Pub.L. ), es una ley federal de los Estados Unidos que impuso sanciones a Irán, Corea del Norte, y Rusia. El proyecto de ley fue aprobado el 27 de julio del 2017 en el Senado, después de haber pasado en la Cámara de Representantes 419–3. El 2 de agosto de 2017 el expresidente Donald Trump  firmó la ley pero declaró que la consideraba "seriamente defectuosa".

## Crítica
El investigador principal del Instituto ISEAS@ –Yusof Ishak de Singapur– escribió que "los esfuerzos de Washington para frenar las ventas de armas globales de Moscú pueden tener un efecto no intencionado de obstruir los intentos de algunos países del sureste asiáticos de resistir los implacables avances Pekin; incluso pueden realzar la influencia de China."
Según Stratfor, "el proceso CAATSA podría desalentar a Vietnam de seguir construyendo su relación de defensa con los Estados Unidos, si sólo evita futuros compromisos a su autonomía estratégica. ... En el mundo de hoy, los poderes medios son cada vez más firmes y residuos para atarse sólo a una gran potencia. La dependencia de los Estados Unidos de la herramienta contundente de la extraterritorialidad podría eventualmente ser contraproducente si no se tiene cuidado."